# Comuna Ciornozemne, Sovietskîi
Ciornozemne (în ucraineană Чорноземне) este o comună în raionul Sovietskîi, Republica Autonomă Crimeea, Ucraina, formată din satele Almazne, Ciornozemne (reședința), Demeanivka, Kornievka și Rozdolne.

## Demografie
Componența lingvistică a comunei Ciornozemne
     Rusă (63,85%)
     Tătară crimeeană (25,45%)
     Ucraineană (9,35%)
     Alte limbi (0,59%)
Conform recensământului din 2001, majoritatea populației comunei Ciornozemne era vorbitoare de rusă (63,85%), existând în minoritate și vorbitori de tătară crimeeană (25,45%) și ucraineană (9,35%).